# Torsten Lindqvist
Thorsten Lindqvist (Säffle, 2 de dezembro de 1925 - Uppsala, 3 de novembro de 2002) foi um pentatleta sueco, medalhista olímpico. 

## Carreira
Thorsten Lindqvist representou seu país nos Jogos Olímpicos de 1952, na qual conquistou a medalha de bronze, por equipes em 1952. 